# Homo rudolfensis
Homo rudolfensis (de asemenea Australopithecus rudolfensis) este o specie extinctă a tribului Hominini, aflată la limita morfologică dintre genurile Homo și Australopithecus. Lectotipul său este datat la 1,9 milioane de ani vechime, dar fosilele înrudite sunt datate la 2,4 milioane de ani sau, eventual, 2,8 milioane de ani, aproape de granița Pliocen-Pleistocen.
H. rudolfensis este cunoscut doar printr-o mână de fosile reprezentative, prima dintre ele fiind descoperită de Bernard Ngeneo, membru al unei echipe conduse de antropologul Richard Leakey și zoologul Meave Leakey în 1972, la Koobi Fora, în partea de est a lacului Rudolf (acum Lacul Turkana) din Kenya. 
Rămâne o întrebare deschisă dacă dovezile fosile sunt suficiente pentru acceptarea unei specii separate și, dacă această specie ar trebui clasificată în genul Homo sau genul Australopithecus; și dacă este genul Homo, dacă ar trebui inclusă în Homo habilis sau chiar o subspecie morfologic divergentă a  Homo erectus timpuriu.